# ريتشارد بييمر
ريتشارد بييمر (بالإنجليزية: Richard Beymer)‏ مواليد 20 فبراير 1938 في آيوا، الولايات المتحدة، هو ممثل أمريكي بدأ مسيرته الفنية سنة 1949.

## الأعمال

### أفلام
- يوميات آن فرانك (1959)
- قصة الحي الغربي (1961) (بدور: توني)
- أطول الأيام (1962)
- فتاتي 2 (1994) (بدور: بيتر ويب)

### مسلسلات
- ذا فيرجينيان (1965) (بدور: مارك شانون / فرانك كولتر)
- ستار تريك: ديب سبيس ناين (1993)
- الملفات الغامضة (1996)

## روابط خارجية
- ريتشارد بييمر على موقع IMDb (الإنجليزية)
- ريتشارد بييمر على موقع الموسوعة البريطانية (الإنجليزية)
- ريتشارد بييمر على موقع ألو سيني (الفرنسية)
- ريتشارد بييمر على موقع ميوزك برينز (الإنجليزية)
- ريتشارد بييمر على موقع تيرنر كلاسيك موفيز (الإنجليزية)
- ريتشارد بييمر على موقع أول موفي (الإنجليزية)
- ريتشارد بييمر على موقع قاعدة بيانات الأفلام السويدية (السويدية)
- ريتشارد بييمر على موقع إن إن دي بي (الإنجليزية)
- ريتشارد بييمر على موقع ديسكوغز (الإنجليزية)
- ريتشارد بييمر على موقع قاعدة بيانات الفيلم (الإنجليزية)